# 杜隆河畔拉瓦勒
杜隆河畔拉瓦勒（法語：Laval-sur-Doulon，法語發音：[laval syʁ dulɔ̃]）是法国上卢瓦尔省的一个市镇，位于该省北部，属于布里尤德区。

## 地理
杜隆河畔拉瓦勒（45°21'6"N, 3°33'41"E）面积12.28 平方千米，位于法国奥弗涅-罗讷-阿尔卑斯大区上盧瓦爾省，该省份为法国中南部省份，北起多姆山省和卢瓦尔省，西接康塔爾省，南至洛泽尔省，东临阿尔代什省。
与杜隆河畔拉瓦勒接壤的市镇（或旧市镇、城区）包括：旧尚帕尼亚克、锡斯特里耶尔、杜隆河畔圣迪迪耶、圣韦尔、多朗日、圣阿利尔达尔朗。
杜隆河畔拉瓦勒的时区为UTC+01:00、UTC+02:00（夏令时）。

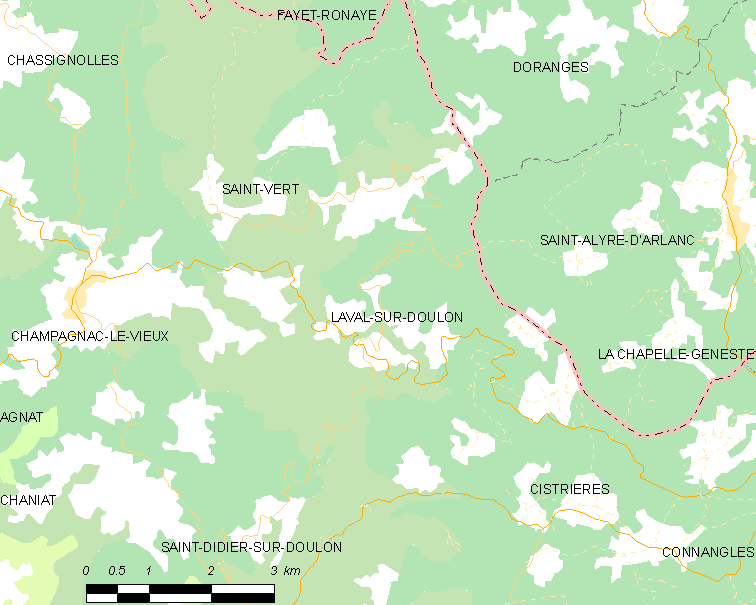
杜隆河畔拉瓦勒的OSM定位图

## 行政
杜隆河畔拉瓦勒的邮政编码为43440，INSEE市镇编码为43116。

## 政治
杜隆河畔拉瓦勒所属的省级选区为上沃莱花岗岩高原县。

## 交通
上卢瓦尔省省道D38线、D562线和D588线在境内交汇。

## 人口

1962-2008年间杜隆河畔拉瓦勒人口变化图示

杜隆河畔拉瓦勒于2022年1月1日时的人口数量为61人。